# Albert Jahn
Heinrich Albert Jahn (* 9. Oktober 1811 in Twann; † 23. August 1900 in Bern) war ein Schweizer Geschichtsschreiber und Altertumsforscher.

## Leben
Jahn war ein Sohn des aus Oelsnitz in Sachsen stammenden Altphilologen von Carl Christian Jahn (25. Februar 1777, 1. August 1854) und dessen Frau Wilhelmine (geborene Tourbier). Er besuchte die staatliche Elementar- und Literarschule sowie das Gymnasium in Bern. Von 1831 bis 1834 studierte er Philologie und Theologie an der dortigen Akademie. Hier legte er 1834 seine theologische Prüfung ab und wurde in den bernischen Kirchendienst aufgenommen. Noch im selben Jahr wurde er als Privatdozent für Philologie an die neugegründete Hochschule berufen. In den Jahren 1835 und 1836 konnte er, unterstützt durch ein Staatsstipendium, seine philologischen Studien in Heidelberg und München fortsetzen und sich zudem der Archäologie widmen. Von 1836 bis 1838 war er als Lehrer am Progymnasium in Biel tätig und war anschließend bis 1846 Lehrer für deutsche Sprache an der „Industrieschule“ in Bern. Im Jahr führte er Grabungen am sogenannten Unghürhubel bei Allenlüften durch, einem bedeutenden Grabhügel aus der Hallstattzeit, der sich auf dem Gemeindegebiet von Mühleberg befindet. Jahn war zudem von 1840 bis 1847 Unterbibliothekar der Stadtbibliothek und danach bis 1852 Lehrer für Latein und Geschichte an der städtischen Realschule in Bern. Er nahm 1851 an einer Ausgrabung bei Grächwil teil, wo sich ebenfalls Grabhügel aus der Hallstattzeit befinden. Er trat 1853 als Gehilfe in den eidgenössischen Staatsdienst ein und arbeitete bis 1862 am eidgenössischen Archiv. Er bekleidete von 1862 bis 1900 die Stelle eines Kanzleischreibers und Sekretärs im Departement des Innern.

## Familie
Jahn war viermal verheiratet:
- 1840 mit Louise Fischer
  - Karl Alexander Albert Jahn (16. Juni 1841–11. Juni 1886), Architekt und Aquarellist[6]
  - Rudolf Friedrich Jahn (16. Januar 1844–1883), Schweizer Maler und Restaurator[7]
- 1849 mit Elisabeth Sophia Niehans (31. August 1810–1852), Lehrerin an der bürgerlichen Mädchenschule, Tochter von Emanuel Friedrich Niehans und Charlotte Sterchi
- 1852 Julia Wurstemberger (28. Juli 1807–1875), Lehrerin an der bürgerlichen Mädchenschule, Tochter von David Friedrich Wurstemberger und Rosina Margaretha Julia Hartmann‏.
- 1876 mit Amanda Odemann

## Mitgliedschaften und Ehrungen
- Verein von Altertumsfreunden im Rheinlande
- Antiquarische Gesellschaft in Zürich und Historische und Antiquarische Gesellschaft zu Basel
- Stadtbernische archäologische Kommission
- Ehrendoktor (1866) und Ehrenprofessor (1897) der Hochschule Bern, für seine Verdienste um die Altertumsforschung im Kanton Bern
- Mitglied und Ehrenmitglied des historischen Vereins des Kantons Bern
- Société d’histoire de la Suisse romande
- Société jurassienne d’émulation in Porrentruy
- Institut National Genevois
- Allgemeine schweizerische geschichtsforschende Gesellschaft
- Historisch-Theologische Gesellschaft zu Leipzig
- Philosophisch-philologische Klasse der Königlich-bayrische Akademie der Wissenschaften (1859)[8]
- Gelehrtenausschuss des germanischen Museums

## Werke (Auswahl)
Jahns Interesse galt insbesondere der Archäologie und Bodenforschung.
- Die in der bieler Brunnquell-Grotte, im Jahre 1846, gefundenen römischen Kaisermünzen, antiquarisch-historisch beleuchtet, ein Beitrag. C. A. Jenni Vater, Bern 1847.
- mit Johann Uhlmann: Die Pfahlbau-Alterthümer von Moosseedorf, im Kanton Bern: Ein Beitrag zur ältesten Kultur- und Völkergeschichte Mittel-Europa’s. Huber, Bern 1857.
- Chronik oder geschichtliche, ortskundliche und statistische Beschreibung des Kantons Bern, alten Theils, in alphabetischer Ordnung, von den ältesten Zeiten bis auf die Gegenwart. Stämpflische Verlagshandlung, Bern und Friedrich Schulthess, Zürich 1857.
- Die keltischen Altertümer der Schweiz. K. J. Wyss, Bern 1860.
- Emmenthaler Alterthümer und Sagen. Huber, Bern 1865.
- Bonaparte, Talleyrand et Stapfer. Orell, Füssli, Zürich 1869.
- Die Geschichte der Burgundionen und Burgundiens bis zum Ende der I. Dynastie. Buchhandlung des Waisenhauses, Halle 1874.
- Biographie von Carl Jahn, Professor der Philologie in Bern, 1805–34 an der Akademie, 1834–54 an der Hochschule : ein Lebensbild aus der bernischen Kulturgeschichte in der ersten Hälfte des XIX. Jahrhunderts. K. J. Wyss, Bern 1898.